# Tomasz Brzyski
Tomasz Brzyski (Lublin, Polonia, 10 de enero de 1982) es un futbolista polaco que juega de defensa en el Lublinianka Lublin de la III liga.

## Carrera
Tomasz Brzyski empezó a jugar en las categorías inferiores del KS Lublinianka de Lublin, el cual acababa de ascender a la III Liga. Tras cuatro años en el equipo de su ciudad natal, Brzyski firmó en 2004 por el Orlęta Radzyń Podlaski. Dos años después se marcha en condición de cedido al Górnik Łęczna, siendo fichado al año siguiente por el Radomiak Radom. Tras disputar 49 partidos y anotar dos goles, Tomasz Brzyski ficha por el Korona Kielce, debutando el 6 de agosto de 2007 en un partido ante el Wisła Płock.
Dos años después, Brzyski decide unirse al Ruch Chorzów de la Ekstraklasa polaca, la máxima categoría futbolística del país. El Polonia Varsovia decide fichar al defensa polaco, el cual disputa tres temporadas con el conjunto polaco, disputando 77 partidos y marcando seis goles. Finalmente, en 2013, Tomasz Brzyski decide firmar con el Legia de Varsovia. Tres años después, es traspasado al KS Cracovia. Después de su salida, Brzyski ha militado en clubes de divisiones inferiores, entre ellos el Sandecja Nowy Sącz, el Motor Lublin, el Lublinianka Lublin o el Chełmianka Chełm.
Brzyski ha sido internacional con la selección de Polonia en siete ocasiones, anotando su primer gol en un amistoso ante Noruega el 18 de enero de 2014 en el Estadio Jeque Zayed de Abu Dabi. 

## Palmarés
Legia Varsovia
- Ekstraklasa (3): 2012/13, 2013/14, 2015/16
- Copa de Polonia (3): 2012/13, 2014/15, 2015/16